# 通渭县
通渭县是中华人民共和国甘肃省定西市下属的一个县，位于甘肅省中部，定西市東側，介於東經104°57′～105°38′、北緯34°55′～35°29′之間。東南、南分別與天水市秦安縣和甘穀縣接壤，西南、西分別與天水市武山縣和定西市隴西縣相鄰，西北、北、東北分別與定西市安定區、白銀市會寧縣和平涼市靜寧縣毗鄰。
2021年，通渭縣全年實現生產總值61.63亿元。

## 地理气候[3]
全县位于黄土高原，属中国半湿润半干旱性区，温带季风气候，年温差大。境内多沟壑，且水土流失严重。地势西北高，东南低。同时，境内风力资源，光热资源丰富。

## 历史

### 地名由來
宋熙甯元年（1068年），陝西秦鳳路副督總管楊文廣築大甘穀口寨（今甘谷縣楊家城子下村北），朝廷賜名“甘穀城”，又于擦珠穀築一大堡　（今什川鄉李家坪古城遺址），朝廷賜名“通渭堡”，因牛穀河通往渭河而得名。

### 歷史沿革
通渭歷史悠久。據發掘文物證明，在四五千年前，就有人類繁衍生息在通渭這塊土地上。
夏、商、西周時期，通渭地為羌人所居。
春秋和戰國前期，通渭地為襄戎地。
戰國後期，秦昭襄王三十五年（前272）置隴西郡，通渭地屬隴西郡（治今臨洮）轄。
秦統一後，通渭地仍屬隴西郡轄。
新莽篡漢，改天水郡為鎮戎郡（仍治平襄），改平襄縣為“平相縣”
西漢更始元年至東漢建武八年，成紀（今秦安縣北）人院囂聚眾10萬反莽，在平襄建立割據隴右諸郡的西州政權達10年之久。
東漢收復平襄後，平襄縣仍屬涼州刺史部天水郡轄。永平十七年，天水郡更名漢陽郡（移治冀縣，即今甘谷），平襄縣為漢陽郡轄。中平五年，分置南安郡（治今隴西縣東南），平襄縣改屬南安郡轄。
三國時，曹魏從平襄、略陽縣分置臨渭（治今秦安縣東南）、清水縣，合4縣立廣魏郡（治臨渭），屬雍州轄。
晉時，平襄縣屬秦州略陽郡（治今秦安縣隴城）轄。《晉書·地理志》載:“略陽郡，本名廣魏，泰始中更名焉。”晉末大亂，郡縣歸屬無定。
前趙、前秦時，平襄縣猶存。西秦時，還兩次見於史冊。此後，平襄縣廢。
北魏太平真君二年統一北方後，平襄縣地屬秦州天水郡顯親縣轄。永安三年置渭州（今隴西），平襄縣地改屬渭州南安陽郡（治桓道）中陶縣轄。西魏初，平襄縣地屬北秦州（今秦安縣西北）轄。廢帝三年（554），改北秦州為交州，平襄縣地屬交州安陽郡（治今秦安縣北）烏水縣轄。北周（557-581）因之。
隋開皇十八年（598），改交州為紀州。大業三年（607），改州為郡，並烏水縣入長川縣，平襄縣地屬隴西郡長川縣轄。
唐武德元年，複改隴西郡為渭州，平襄縣地屬渭州長川縣轄。貞觀三年（629），並長川縣入隴城縣，平襄縣地屬隴右道秦州隴城縣轄。寶應二年（763），渭、秦等州被吐蕃佔領。大中三年（849）大破吐蕃，光復平襄，屬秦州。
宋初，西邊疆域只達秦州夕陽鎮（今天水新陽鎮，未過渭河，平襄縣地被西夏和吐蕃佔領。時，宋以秦州，繼以古渭州（今隴西）為據點，逐漸向西開拓。天禧二年（1018）置安遠寨 （今屬甘穀縣），屬秦州。治平四年 （1067）置雞川寨，屬秦州。熙甯元年 ，楊文廣于擦珠穀 築一大堡，十二月城成，宋廷賜名“通渭堡”。熙寧五年（1072），升通渭堡為通渭寨，領者達 （後演變為“哲達”）、漆麻、本當、撲麻龍、達隆5堡，屬熙河路通遠軍（今隴西）轄。崇寧五年 （1106）升通渭寨為通渭縣，屬鞏州。
天會五年（1127），金在通渭境內置通渭、雞川、甘穀3縣。通渭屬臨挑路鞏州轄。
元至元七年（1270），並雞川縣入秦安縣，廢甘穀縣。于秦州屬伏羌城置伏羌縣（今甘穀）；通渭縣移治今城區。屬陝西行省鞏昌路轄。
明洪武二年（1369），總兵徐達西征至鞏昌，時通渭為元主簿楊忠所據，徐差萬戶董提招楊歸附。通渭縣屬陝西行都司隴右道鞏昌府轄。
清初，因明制。康熙二年（1663），通渭縣屬陝西右布政使司鞏昌府轄。康熙七年，通渭縣屬甘肅省鞏昌府轄。康熙五十七年，縣城覆沒，縣署臨時移治西關。雍正八年 ，縣署又臨時移駐平涼苑馬寺屬安定監 （今馬營）。同時，割安定監屬通渭，鞏昌府轄。乾隆四年 （1739），在舊城址始築新城，即今縣城。乾隆十三年 （1748）城成還治，仍屬鞏昌府。
中華民國2年3月，廢府設道，通渭縣屬甘肅省隴南道（旋改渭川道，治今天水）轄。
民國16年（1927） 7月，改道為行政區，通渭縣屬甘肅省渭川行政區轄。
民國30年（1941） 8月，改渭川行政區為廿肅省第四行政督察區。1949年8月6日，縣城解放。
中華人民共和國成立後，通渭縣屬甘肅省天水專區轄。至1955年10月22日改屬甘肅省定西專（地）區所轄至今。在三年自然災害中，通渭縣全縣三分之一的人口餓死，死亡60210人，绝户2168户。事件慘烈，史稱“通渭問題”

## 政治

### 现任领导
| 机构 | · 中国共产党 · 通渭县委员会 · 书记 | 通渭县人民代表大会 常务委员会 主任 | 通渭县人民政府 县长 | · 中国人民政治协商会议 · 通渭县委员会 · 主席 |
| ---- | ---------------------------------- | ---------------------------------- | ------------------- | -------------------------------------------- |
| 姓名 | 陈文鑫                             | 赵晖                               | 宗学谦              | 张新社                                       |
| 民族 |                                    |                                    |                     |                                              |
| 籍贯 |                                    |                                    |                     |                                              |

## 交通

### 公路
- 310国道
- 405国道
- 207省道

### 铁路
- 宝兰客专

## 行政区划
通渭县下辖14个镇、4个乡：
平襄镇、马营镇、鸡川镇、榜罗镇、常家河镇、义岗川镇、陇阳镇、陇山镇、陇川镇、碧玉镇、襄南镇、什川镇、华家岭镇、北城铺镇、新景乡、李家店乡、第三铺乡和寺子川乡。